# Les Quatre Vents du désir
Ne doit pas être confondu avec Les Quatre Vents de l'esprit.
Pour les articles homonymes, voir Quatre vents.
Les Quatre Vents du désir (titre original : The Compass Rose) est un recueil de nouvelles de science-fiction d'Ursula K. Le Guin publié en juillet 1982. 

## Distinction
Ce recueil a reçu le prix Locus du meilleur recueil de nouvelles 1983.

## Liste des nouvelles
Partie « Nadir »
- L'Auteur des graines d'acacia, 1988 ((en) "The Author of the Acacia Seeds" and Other Extracts from the Journal of the Association of Therolinguistics, 1974)
- La Nouvelle Atlantide, 1980 ((en) The New Atlantis, 1975)
- Le Chat de Schrödinger, 1988 ((en) Schrödinger's Cat, 1974)

Partie « Nord »
- Deux retards sur la ligne du Nord, 1988 ((en) Two Delays on the Northern Line, 1979)
- Le Test, 1983 ((en) SQ, 1978)
- Une pièce d'un sou, 1988 ((en) Small Change, 1981)

Partie « Est »
- Premier rapport du naufragé étranger au Kadanh de Derb, 1988 ((en) The First Report of the Shipwrecked Foreigner to the Kadanh of Derb, 1978)
- Le Journal de la rose, 1976 ((en) The Diary of the Rose, 1976)
- L'Âne blanc, 1988 ((en) The White Donkey, 1980)
- Le Phoenix, 1988 ((en) The Phoenix, 1982)

Partie « Zénith »
- Intraphone, 1977 ((en) Intracom, 1974)
- L'Œil transfiguré, 1988 ((en) The Eye Altering, 1974)
- Labyrinthes, 1988 ((en) Mazes, 1975)
- Les Sentiers du désir, 1988 ((en) The Pathways of Desire, 1979)

Partie « Ouest »
- La Harpe de Gwilan, 1988 ((en) Gwilan's Harp, 1977)
- Malheur County, 1988 ((en) Malheur County, 1979)
- L'Eau est vaste, 1988 ((en) The Water Is Wide, 1976)

Partie « Sud »
- Le Récit de sa femme, 1988 ((en) The Wife's Story, 1982)
- Quelques approches du problème du manque de temps, 1988 ((en) Some Approaches to the Problem of the Shortage of Time, 1979)
- Sur, 1988 ((en) Sur, 1982)Prix Locus de la meilleure nouvelle courte 1983

## Éditions
- The Compass Rose, Harper & Row, 1er juillet 1982, 273 p.  (ISBN 0-06-014988-4)
- Les Quatre Vents du désir, Pocket, coll. « Science-fiction » no 5288, 1er mai 1988, trad. Martine Laroche et Philippe Rouille, 352 p.  (ISBN 2-266-02178-8)
- Les Quatre Vents du désir, Le Bélial', coll. « Kvasar », 21 avril 2022, trad. Martine Laroche et Philippe Rouille  (ISBN 978-2-38163-041-0)

## Liens
- Ressources relatives à la littérature :   - Internet Speculative Fiction Database
  - NooSFere